# Day by Day (T-ara)
Day by Day è il quarto EP del gruppo musicale sudcoreano T-ara, pubblicato nel 2012 dall'etichetta discografica Core Contents Media insieme a LOEN Entertainment. L'EP è stato poi ristampato, con il titolo Mirage, il 3 settembre 2012.

## Il disco
Il 13 giugno 2012, la Core Contents Media annunciò che il gruppo avrebbe pubblicato l'EP Day by Day il 3 luglio, preceduto dalla pubblicazione della title track come singolo promozionale, insieme al video musicale e un altro brano presente nel disco, "Don't Leave". L'EP segna il debutto nel gruppo dell'ottavo membro Areum e di Dani, quest'ultima apparsa solo nella versione drama del video musicale con Jiyeon e Hyomin. Dopo la pubblicazione, "Day by Day" arrivò al primo posto nelle principali classifiche in tempo reale e fu scaricata più di 2.140.000 volte nella sola Corea del Sud.
L'abbandono e le controversie riguardo Hwayoung portarono le T-ara a sospendere temporaneamente le attività. La ristampa, intitolata Mirage, uscì, il 3 settembre, con la title track "Sexy Love" e il suo video musicale, in versione drama, con Eunjung e Soyeon.

## Tracce
Day by Day
1. Day by Day – 3:28 (testo: Ahn Young Min, Cho Young Soo, Kim Tae Hyun, K-SMITH – musica: Cho Young Soo, Kim Tae Hyun)
2. Holiday – 3:16 (Kim Kibum, Kang Jiwon)
3. Don't Leave (떠나지마) – 3:48 (testo: Ahn Young Min – musica: Cho Young Soo)
4. Hue – 3:26 (Kim Kibum, Kang Jiwon)
5. Love Game (사랑놀이) – 3:17 (testo: Kim Hee Sun – musica: Park Deok Sang, Park Hyun Joong)

Mirage
1. Sexy Love – 3:45 (Shinsadong Tiger, Choi Kyu-sung)
2. Day and Night (Love All) (낮과 밤) – 3:25 (Ahn Young Min, Cho Young Soo)
3. Day by Day – 3:29
4. Holiday – 3:16
5. Don't Leave (떠나지마) – 3:49
6. Hue – 3:26
7. Love Game (사랑놀이) – 3:17

## Formazione
- Boram – voce, rapper
- Qri – voce
- Soyeon – voce
- Eunjung – voce, rapper
- Hyomin – voce, rapper
- Jiyeon – voce
- Hwayoung – rapper
- Areum – voce, rapper

## Classifiche
| Classifica (2012) | Posizione massima |
| ----------------- | ----------------- |
| Corea del Sud     | 5                 |